# Dystypoptila
Dystypoptila là một chi bướm đêm thuộc họ Geometridae.

## Các loài
- Dystypoptila triangularis Warren, 1895